# Gunmen
Gunmen es una película de acción con dosis de comedia de 1994 dirigida por Deran Sarafian. Protagonizada por Mario Van Peebles, Christopher Lambert, Denis Leary, Kadeem Hardison, Patrick Stewart, Robert Harper y Brenda Bakke. Está disponible en vídeo por Lionsgate y en la Tienda de iTunes de los EE. UU..

## Argumento
Peter Loomis es un capo de la droga sin escrúpulos en silla de ruedas que ha sido traicionado por su empleado Carlos, el cual tiene ahora toda su fortuna de $400 millones que está ocultado en un barco en algún lugar de América del Sur. Loomis envía al asesino irlandés Armor O'Malley a encontrar el barco y recuperar el dinero a cambio del 10% de ese dinero—él y su compañera Marie junto con otros matan entonces a Carlos antes de conseguir el nombre y la ubicación del barco, pero descubren que el hermano de Carlos Dani sabe dónde está el dinero.
Dani es liberado de una sucia prisión por Cole Parker, un cazarrecompensas que trabaja para la DEA que anda detrás de Loomis—Cole sabe el nombre de la barca, Dani sabe la ubicación, y ambos hombres quieren el dinero, cada uno por razones propias. Complicando el asunto hay un topo de la DEA que informa a Armor.
Con el tiempo Loomis se da cuenta de que Armor ha decidido tener toda la fortuna para él e intenta asesinar por ello a él y a los suyos pero al final es Armor quien se adelanta y puede matar al capo,ya que no puede controlar más a sus propios hombres por no tener su fortuna. Ahora el irlandés es el jefe y tiene un pequeño ejército a su disposición para atrapar a Dani y a Cole.
Después de varias traiciones los protagonistas llegan a Puerto Vallarta, donde está anclado un yate llamado el "Matador". Según Cole allí está el dinero. Más tade Dani y Cole tienen un tiroteo con sus perseguidores en ese lugar y el barco explota por ello, lo que lleva a la muerte de sus perseguidores y del topo pero no de Dani y de Cole que pueden salvarse a tiempo.  

Dani se desespera, pero Cole le revela que en realidad el dinero está en otro barco llamado "Gunmen" y que mintió para poder vencer a Armor en ese barco, porque se había dado cuenta a tiempo de que había ese topo en la DEA y con ello quería atraerlos a una trampa para salvar a ambos de sus perseguidores. Los dos antihéroes acuerdan entonces repartirse el dinero. 

## Reparto
- Christopher Lambert como Dani Servigo
- Mario Van Peebles como Cole Parker
- Denis Leary como Armor O'Malley
- Patrick Stewart como Peter Loomis
- Kadeem Hardison como Izzy
- Sally Kirkland como Bennett
- Richard C. Sarafian como Jefe Chavez
- Robert Harper como Rance
- Brenda Bakke como Maria
- Humberto Elizondo como Guzman
- Deran Sarafian como Bishop
- Christopher Michael como Rhodes
- Rena Riffel como Sra. Loomis
- Big Daddy Kane como él mismo
- Kid Frost él mismo
- Rakim como él mismo
- Eric B. como él mismo
- Doctor Dré como él mismo
- Ed Lover como él mismo
- Christopher Williams como él mismo

## Censura
La película fue filmada en nueve semanas entre abril 20 y el 18 de junio de 1992, pero no se estrenó hasta febrero de 1994, más de un año y medio después. La versión en DVD fue censurada por la propia productora: al parecer la película era originalmente mucho más dura, cruel y violenta.  La Versión sin cortar de la película nunca fue liberada en DVD.

## Banda sonora
La banda sonora oficial fue publicada en diciembre de 1993 a través de MCA Registros. La banda sonora consta de música hip hop, reggae, rock, y R&B música.

### Lista de canciones
1. Bite the Bullet (Frost) (4:33)
2. Gunman (Big Daddy Kane) (3:17)
3. Heat it Up (Rakim) (3:44)
4. Time to Make the Dough Nutz (Young Black Teenagers) (3:51)
5. I Know You Got Soul (Eric B. and Rakim) (4:35)
6. Love & Happiness (Morgan Heritage) (4:27)
7. Run Through the Jungle (Los Lobos) (3:46)
8. Stranger in My Life (Christopher Williams) (4:33)
9. The House (Cruzados) (4:08)
10. Jungle Chase (John Debney) (1:00)

## Recepción
La película se convertiió en un fracaso comercial y también fue un blanco fácil para la crítica. Hoy en día Gunmen tiene un 15% en Tomates Podridos en base a 13 revisiones; el índice es 3.3/10. Emanuel Levy de Variedad escribió, "Mindlessly cartoonish, los hombres armados carece de el esperados frills y spiteful tensión de un servible actioner."